# Kjølsdalen
Kjølsdalen – wieś w zachodniej Norwegii, w okręgu Sogn og Fjordane, w gminie Eid. Wieś leży na północnym brzegu fiordu Nordfjord, wzdłuż norweskiej drogi nr 15. Kjølsdalen znajduje się 8 km na zachód od miejscowości Stårheim i około 22 km na zachód od centrum administracyjnego gminy - Nordfjordeid.
W odległości około 4 km od miejscowości kursuje prom na trasie Stårheim - Isane, dzięki któremu mieszkańcy mają ułatwiony dostęp na drugi brzeg Nordfjordu.
We wsi znajduje się kościół, który został wybudowany w 1940 roku.
Tu urodził się i wychował profesor rolnictwa, propagator uprawy ziemniaków i odnowiciel przetwórstwa ziemniaczanego Jan Asmund Gyllenkrook. Na jego cześć postawiono na głównym placu wsi pomnik.

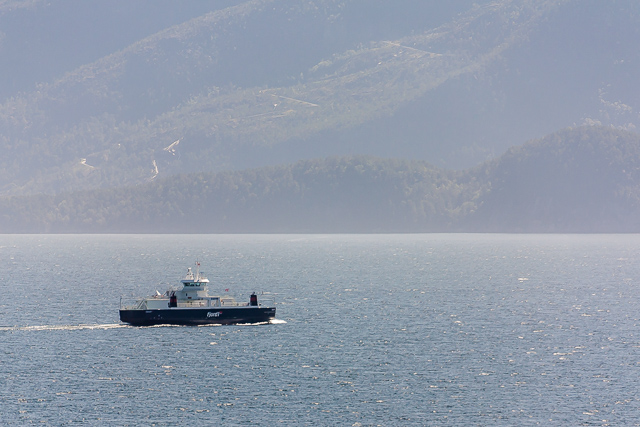
Prom nieopodal Kjølsdalen - na trasie: Stårheim - Isane